# أسل محرشف
أسل محرشف (الاسم العلمي: Juncus squarrosus) نوع نباتي يتبع جنس الأسل وينتمي إلى الفصيلة الأسلية.